# Бутия (залив)
Бутия (на английски: Gulf of Boothia) е залив на Северния ледовит океан, край северния бряг на Канада, принадлежащ административно към територия Нунавут. Дължината му от север на юг е 320 km, ширината – до 220 km, а дълбочината – до 275 m. 
Заливът Бутия е разположен край северния, континентален бряг на Канада, между полуостров Бутия на запад и полуостров Бродер (на остров Бафинова земя на изток. На север преминава в протока Принц Риджънт (границата между тях е линията, свързваща нос Кейтър на изток с източния вход на протока Бело на запад), на северозапад чрез протока Бело се свързва с протока Франклин, на югоизток чрез протока Фюри енд Хекла – с басейна Фокс, а на юг преминава в залива Комити, като границата между двата залива е линията, свързваща нос Ингфийлд (на полуостров Мелвил) на изток и нос Чапмън (но полуостров Симпсън) на запад. Бреговете му са предимно ниски, на много места заблатени и силно разчленени от по-малки заливи – Берние и Агу (на изток), Пели (на югозапад) и др. В южната му част са разположени множество малки острови: Кронпринц Фредерик, Астрономикал Сосъйети и др. Главно в югозападната му част се вливат няколко по-големи реки: Лорд Линдси, Ароусмит, Келет. Бреговете му са заети от тундрова растителност. Почти целогодишно е покрит с ледове, които само през август месец частично се разтопяват и тогава температурата на водата на повърхността достига до 1°С. Поради отдалечеността му от важни морски пътища и почти целогодишното му заледяване е малко използван за корабоплаване и по бреговете му няма постоянни селища.
Заливът е открит и първично изследван и картиран през 1829 г. от английския полярен изследовател Джон Рос, който го наименува в чест на спонсора на експедицията му, британският предприемач и промишлен магнат сър Феликс Бут (1780 – 1850).